# Parti communiste indonésien
Pour les articles homonymes, voir Parti communiste et PKI.

Drapeau du Parti communiste indonésien.

Le parti communiste indonésien (en indonésien : Partai Komunis Indonesia) ou PKI était, jusqu'à sa dissolution en 1965, le troisième parti communiste dans le monde en nombre d'adhérents, après ceux de la Chine et de l'Union soviétique.

## Débuts

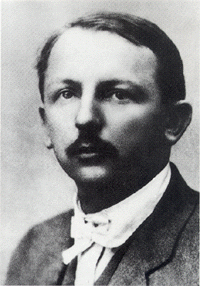
Henk Sneevliet.

Le parti est fondé en 1914 dans ce qui était alors les Indes orientales néerlandaises, à l'initiative d'un socialiste hollandais, Henk Sneevliet, sous le nom d' Indische Sociaal-Democratische Vereeniging ou ISDV (association social-démocrate des Indes). L'ISDV a alors 85 membres provenant des deux partis socialistes hollandais présents aux Indes néerlandaises, le Parti Social-Démocrate des Travailleurs (SDAP) et le Parti Communiste de Hollande.
En 1915, l'ISDV commence à publier Het Vrije Woord (La parole libre). À l'époque, l'ISDV ne lutte pas pour l'indépendance. Sur ses quelque 100 membres, trois seulement sont indigènes. Le parti prend bientôt des positions radicales et anticapitalistes. Sneevliet prend ses distances vis-à-vis du SDAP aux Pays-Bas. En 1917, l'aile réformiste de l'ISDV fait scission pour former l'Indische Sociaal-Democratische Partij (« parti social-démocrate des Indes »). En 1917, l'ISDV lance sa première publication en malais, Soeara Merdika (La voix de la liberté).  
Sneevliet voit dans la Révolution russe la voie à suivre pour l'Indonésie. Le parti se développe parmi les marins et soldats hollandais basés dans la colonie. Il crée les « Gardes Rouges », qui sont 3 000 au bout de trois mois. Fin 1917, des soldats et des marins se révoltent dans la grande base navale des Indes néerlandaises, Surabaya, et forment un conseil des soviets. Les autorités coloniales répriment les soviets de Surabaya et l'ISDV. Les dirigeants hollandais du parti sont renvoyés aux Pays-Bas, y compris Sneevliet. Les dirigeants de la révolte sont condamnés à 40 ans de prison.
L'ISDV poursuit néanmoins clandestinement ses activités. Il lance une deuxième publication, Soeara Rakyat (la voix du peuple). Le départ forcé de plusieurs de ses cadres hollandais, et un travail d'entrisme au sein du Sarekat Islam, se traduisent bientôt par une majorité indigène. En 1919, le parti n'a plus que 25 membres hollandais sur un total de moins de 400.

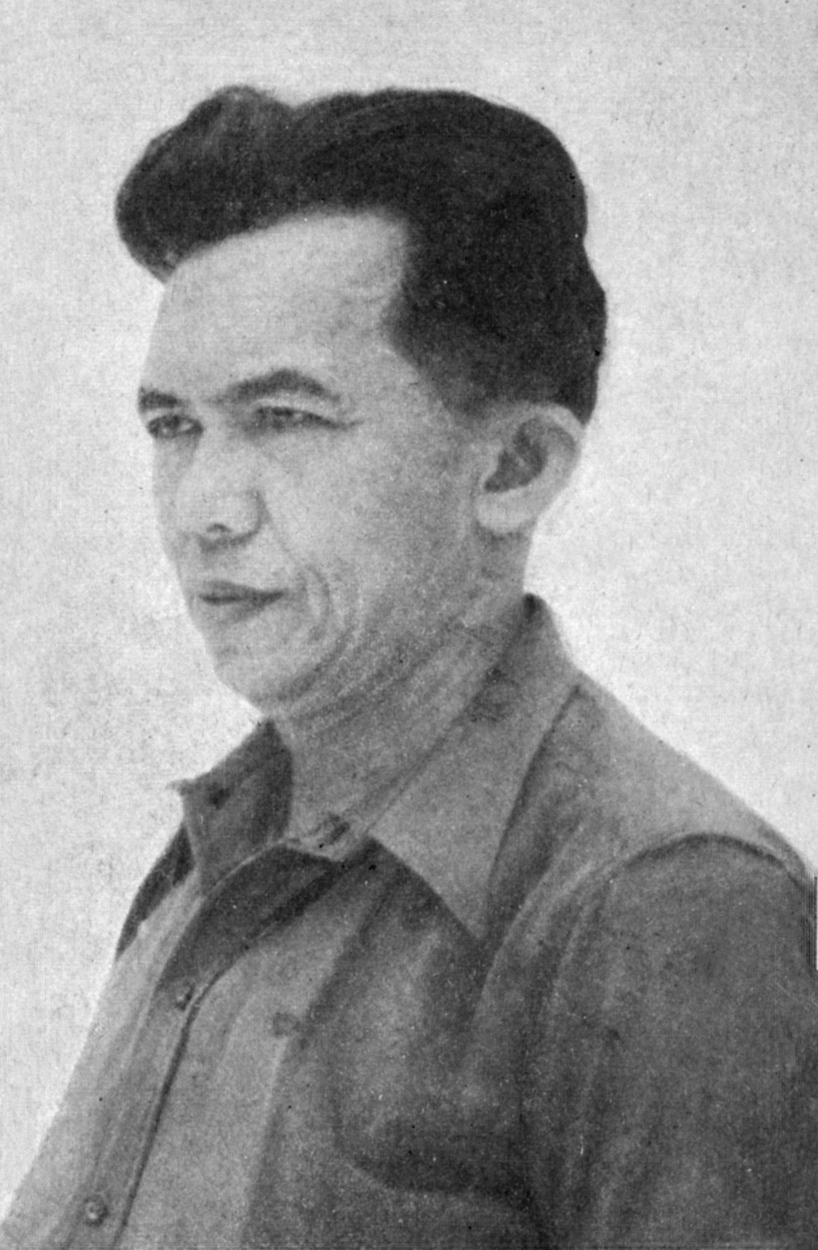
Tan Malaka.

Au congrès de l'ISDV en 1920 à Semarang, le parti prend le nom de Perserikatan Komoenis di Hindia ou PKH (association communiste des Indes) sous la présidence de Semaun. Le PKH est le premier parti communiste d'Asie à adhérer à l'Internationale communiste. Henk Sneevliet représente le parti au deuxième congrès de l'Internationale Communiste en 1920. Semaun quitte les Indes néerlandaises en 1921, remplacé par Tan Malaka. En 1924, le nom du parti est de nouveau changé en Partij Komoenis Indonesia ou PKI.

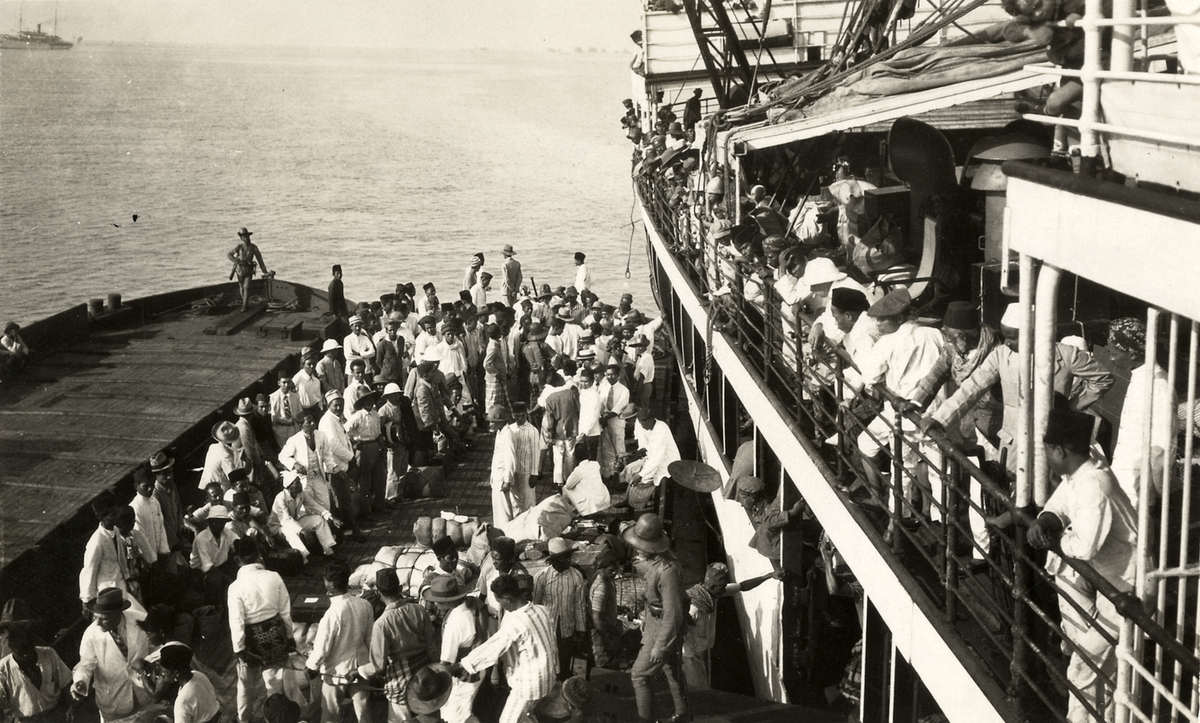
Prisonniers communistes indonésiens en route pour Boven Digoel en 1927

En 1926, le PKI lance une insurrection contre le gouvernement colonial à Java occidental et Sumatra occidental, où il proclame une république. L'insurrection est brutalement écrasée par les  autorités. Des milliers de personnes sont tuées et 13 000 arrêtées. Plus de 1 300 cadres du parti sont envoyés au camp de Boven-Digoel en Nouvelle-Guinée occidentale (actuelle province de Papouasie). D'autres dirigeants politiques sont également arrêtés, sous le prétexte de réprimer la rébellion communiste. Le parti est mis hors-la-loi en 1927. Il entre alors dans la clandestinité.

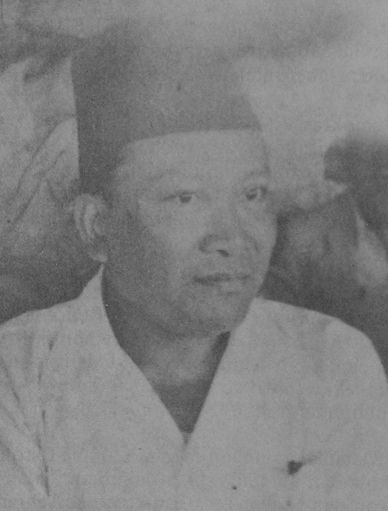
Musso.

En 1935, un dirigeant du PKI, Musso, rentre de son exil à Moscou pour réorganiser le parti. Aux Pays-Bas, le parti se développe parmi les étudiants des Indes au sein de l'organisation nationaliste  Perhimpunan Indonesia (association indonésienne).

## Indépendance
Le PKI réapparaît sur la scène politique indonésienne après la défaite japonaise et la proclamation de l'indépendance en 1945. L'Indonésie doit faire face à un conflit armé et diplomatique avec les Pays-Bas, qui veulent récupérer leur colonie. Le PKI et les milices qu'il contrôle participent activement à cette lutte.
En 1948, le PKI forme avec le Partai Sosialis (PS) et des syndicats un Front démocratique populaire. L'aile gauche du PS, menée par l'ancien premier ministre Amir Sjarifuddin, rejoint le PKI, tandis que l'aile droite fonde le Partai Sosialis Indonesia (Parti socialiste indonésien) sous la direction de Sutan Sjahrir, également ancien premier ministre. Cette année-là, Musso rentre à Jakarta après un séjour de 12 ans en Union soviétique. Le bureau politique du PKI est refondu, sous la direction de Dipa Nusantara Aidit, Lukman et Njoto.
Après la signature de l'accord du Renville avec les Hollandais, les différents éléments armés indonésiens rentrent des zones de combat. La droite obtient qu'on ordonne le désarmement et la dissolution des unités de guérilla et des milices contrôlées par le PKI. À Madiun, une ville de Java oriental, un groupe de militaires communistes refuse d'obtempérer et est tué, déclenchant une insurrection en septembre 1948. Bien que le parti ait dénoncé le soulèvement et appelle au calme, l'armée soutient qu'il a proclamé une république soviétique d'Indonésie avec Musso comme président et Amir Sjarifuddin comme premier ministre. Le 30 septembre, la division Siliwangi, restée loyale au gouvernement, entre dans Madiun. Des milliers de cadres sont exécutés, y compris Amir et Musso, et 36 000 jetés en prison. Aidit et Lukman s'exilent en Chine. Le PKI n'est toutefois pas interdit et sa reconstruction reprend dès 1949.

## Période 1950-1965
En 1951 un groupe de jeunes cadres de moins de 30 ans, mené par Aidit, prend la tête du parti. Suit une spectaculaire progression. De moins de 7 000 membres au début de 1952, le PKI en compte 150 000 en 1954. Son syndicat, le SOBSI, est devenu le plus important du pays. Aux élections législatives indonésiennes de 1955, les premières dans l'histoire de l'Indonésie, le PKI obtient 16,4 % des voix, devenant le 4e parti indonésien derrière le PNI soekarniste et les partis musulmans Nahdlatul Ulama et Masyumi. Le parti obtient ses meilleurs résultats dans les provinces de Java oriental (arrivant en tête du scrutin dans les districts de Kediri (en), Bojonegoro, Tuban, Blitar, Ponorogo, Magetan, Madiun (en) et Pacitan ainsi que dans les villes de Malang, Kediri, Madiun et Blitar), de Java central (arrivant en tête du scrutin dans les districts de Cilacap, Grobogan, Klaten, Semarang, Blora, Boyolali, Sukoharjo et Temanggung ainsi que dans les villes de Semarang et Salatiga) et de Sumatra du Nord (arrivant en tête du scrutin dans les districts de Labuhan Batu (en) et Langkat) ainsi que dans le territoire spécial de Yogyakarta (arrivant en tête du scrutin dans le district de Gunung Kidul et dans la ville de Yogyakarta)
Le parti compte 1,5 million de membres en 1958. Il possède une organisation de femmes, le Gerwani, qui compte alors plus de 650 000 membres.
À la fin des années 1950, l'ensemble des partis indonésiens s'implique dans la campagne pour la libération de l'Irian, nom que les Indonésiens donnent à la Nouvelle-Guinée occidentale, toujours occupée par les Hollandais, qui en avaient laissé le statut en suspens au moment de la reconnaissance de la république d'Indonésie en 1949. Ce mouvement aboutit à la nationalisation des actifs hollandais et l'expulsion des Hollandais d'Indonésie. 
En 1959, sous la pression de l'armée de terre, Soekarno dissout l'assemblée issue des élections de 1955, forme une nouvelle assemblée dont il désigne les membres, et lance la « démocratie guidée », initiatives que le PKI soutient.

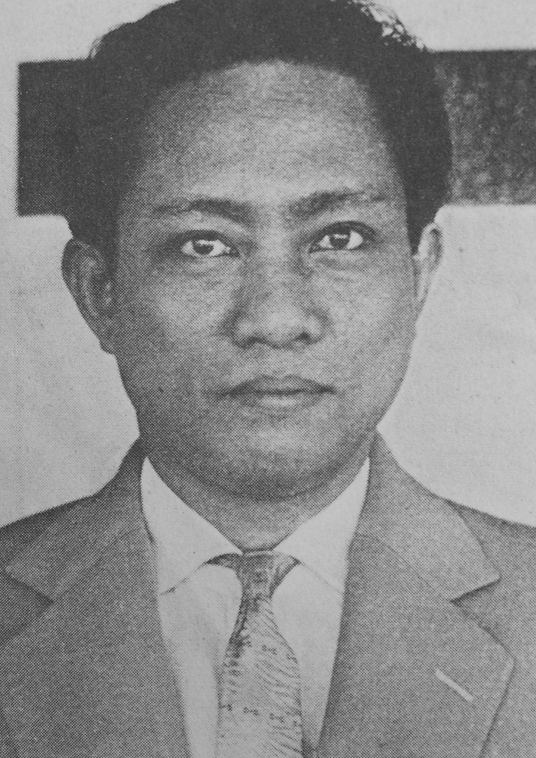
D. N. Aidit.

Le 1er octobre 1965 au matin, un officier de la garde présidentielle annonce à la radio être à la tête d'un conseil révolutionnaire qui a déjoué un complot contre le président Soekarno et arrêté six généraux. Un général inconnu, Soeharto, prend la tête de la répression. En quarante-huit heures, les rebelles sont arrêtés. Aidit, le secrétaire général du parti, se réfugie à Yogyakarta. Il est finalement arrêté et exécuté.
Le PKI revendique, en août 1965, 3,5 millions de membres, ce qui en fait le troisième parti communiste au monde en nombre d’adhérents après le Parti communiste chinois et le Parti communiste de l'Union soviétique, et le plus important au monde en dehors de ceux des régimes communistes.
Soeharto décrète la dissolution du PKI, accusé d'avoir fomenté ce mouvement du 30 septembre. S’ensuit une chasse aux communistes qui durera des mois et fera entre 500 000 et un million de morts selon les estimations.

## Période post-Soeharto
En 1999, le président Abdurrahman Wahid demande, au nom de l'organisation qu'il a dirigée, la Nahdlatul Ulama, pardon pour le rôle que celle-ci a joué dans les massacres de 1965-66. Il invite les anciens membres du PKI exilés à rentrer au pays en 1999. Il propose de lever les restrictions qui pèsent sur une discussion ouverte sur l'idéologie communiste. Abdurrahman cite la constitution de 1945, qui ne dit rien sur le sujet. Cette proposition se heurte à l'opposition vigoureuse de certains milieux indonésiens, en particulier les groupes musulmans conservateurs. En 2000, un groupe nommé Front islamique d'Indonésie rassemble dix mille personnes à Jakarta pour protester contre la proposition. L'armée promet d'« étudier la question ».[réf. nécessaire]
À ce jour (2006), la question communiste est occultée, à la fois par la « lutte contre le terrorisme » à laquelle l'Indonésie du président Susilo Bambang Yudhoyono s'efforce de participer aux côtés des États-Unis, et les manœuvres de certains milieux musulmans indonésiens pour imposer légalement des mesures peu démocratiques[non neutre], comme le projet de loi « anti-pornographie » déposé en 2005, et qui mobilise les forces démocratiques indonésiennes.[réf. nécessaire]

## Résultats électoraux

### Élections législatives
| Année | Voix      | %     | Sièges   | Rang | Gouvernement |
| ----- | --------- | ----- | -------- | ---- | ------------ |
| 1955  | 6 176 914 | 16,35 | 39 / 257 | 4e   | Oui          |

### Élections constituantes
| Année     | Voix      | %     | Sièges   | Rang |
| --------- | --------- | ----- | -------- | ---- |
| 1955 (en) | 6 232 512 | 16,47 | 80 / 514 | 4e   |